# Landtagswahlkreis Kreis Aachen III – Euskirchen I
Der Landtagswahlkreis Kreis Aachen III – Euskirchen I war ein Landtagswahlkreis in Nordrhein-Westfalen. Er wurde zur Landtagswahl 2000 neu errichtet, aber 2005 wieder aufgelöst.
Sein Gebiet umfasste vom Kreis Aachen die Gemeinden Monschau, Roetgen, Simmerath und einen Teil von Stolberg sowie vom Kreis Euskirchen die Gemeinden Bad Münstereifel, Blankenheim, Dahlem, Hellenthal, Nettersheim und Schleiden.
Auf ähnlichem Gebiet existierte bis zur Landtagswahl 1970 der Wahlkreis Schleiden – Monschau, der die Kreise Schleiden und Monschau umfasste. Bei der Landtagswahl 1975 wurde er in Wahlkreis Euskirchen II umbenannt, sein Gebiet jedoch – trotz zwischenzeitlicher Auflösung beider Kreise – nicht verändert, obwohl sein Gebiet nur teilweise im neuen Kreis Euskirchen lag.
Die Gemeinden im Kreis Aachen (heute Städteregion Aachen) gehören nunmehr dem Landtagswahlkreis Aachen IV an. Dahlem, Hellenthal und Schleiden sind Bestandteil des Wahlkreises Düren II – Euskirchen II, die übrigen Euskirchener Gemeinden gehören heute zum Wahlkreis Euskirchen I.

## Wahlergebnisse 2000
| Direktkandidat     | Partei        | Stimmen in % |
| ------------------ | ------------- | ------------ |
| Gregor Harzheim    | SPD           | 30,3         |
| Clemens Pick       | CDU           | 48,8         |
| Peter Rauw         | FDP           | 11,7         |
| Volker Gutzeit     | GRÜNE         | 6,8          |
| Andreas Schumacher | BüSo          | 0,3          |
| Eberhard Wendt     | PDS           | 0,9          |
| Claus Brust        | UNABH. BÜRGER | 1,3          |

Clemens Pick gewann auf diese Weise das Direktmandat. Außer ihm schaffte kein anderer Direktkandidat den Einzug in den Landtag.

## Gewinner des Wahlkreises Schleiden – Monschau
Alle Wahlkreisgewinner gehörten der CDU an.
| Jahr | Name und Nr.             | Direktmandat       |
| ---- | ------------------------ | ------------------ |
| 1947 | 008 Schleiden – Monschau | Leo Schwering      |
| 1950 | 008 Schleiden – Monschau | Leo Schwering      |
| 1954 | 008 Schleiden – Monschau | Leo Schwering      |
| 1958 | 008 Schleiden – Monschau | Herbert Hermesdorf |
| 1962 | 008 Schleiden – Monschau | Herbert Hermesdorf |
| 1966 | 009 Schleiden – Monschau | Herbert Hermesdorf |
| 1970 | 009 Schleiden – Monschau | Hans Georg Weiss   |
| 1975 | 009 Euskirchen II        | Hans Georg Weiss   |